# Зіверт/Чернетка
Взято з en:Sievert#Dose examples 

### Приклади поглинених еквівалентних доз
| 98       | nSv: | Ілюстративна одиниця еквівалентної дози типового банану, вагою 150 г за добу. |
| 250      | nSv: | Ефективна доза встановлена стандартами США для рентгенівських систем скринінгу загального використання, що використовуються в аеропортах.                                                                      |
| 5–10     | μSv: | Процедура стоматологічної рентгенограми. |
| 80       | μSv: | Середня доза отримана людьми, що жили в межах 16 км (10 миль) від станції під час аварії на АЕС Три-Майл-Айленд.                                                                                               |
| 400–600  | μSv: | Дві мамографічні діагностики. |
| 1        | mSv: | Гранично-допустима річна ефективна доза від особи в публічних місцях. Глава 10 § 20.1301(a)(1) Кодексу федеральних регулювань(CFR) США.                                                                        |
| 1.5–1.7  | mSv: | Гранично-допустима робоча річна експозиційна доза для льотного персоналу. |
| 2–7      | mSv: | Барієва флюроскопія, до 2х хвилин, 4–24 знімки. |
| 10–30    | mSv: | Комп'ютерна томографія цілого тіла. |
| 50       | mSv: | Гранично-допустима сумарна річна ефективна доза для працівників. Глава 10 § 20.1201(a)(1)(i) Кодексу федеральних регулювань(CFR) США.                                                                          |
| 68       | mSv: | Оцінка максимальної дози отриманої евакуантами, які жили найближче до станції під час аварії на АЕС в перфектурі Фукусіма (2011).                                                                              |
| 80       | mSv: | 6 місяців проведених на Міжнародній космічній станції. |
| 160      | mSv: | Хронічна доза для легень, отримана від одного року куріння 1.5 пачки сигарет в день. В основному через вдихання Полонію-210 та Свинцю-210.                                                                     |
| 250      | mSv: | 6-місячний політ на Марс. Радіаційна доза отримана від високоенергетичних космічних променів, від яких важко захиститись.                                                                                      |
| 400      | mSv: | Середня накопичена доза резидента, який мешкав в апартаментах Тайваню побудованих з використанням арматури що містила Кобальт-60, за період в 9-20 років, який при цьому не мав відчутних хворобливих ефектів. |
| 500      | mSv: | Гранично-допустима річна ефективна доза для верхніх шарів шкіри (70 мкм). Глава 10 § 20.1201(a)(2)(ii) Кодексу федеральних регулювань(CFR) США.                                                                |
| 670      | mSv: | Найвища доза отримана ліквідатором аварії на Фукусімській АЕС. |
| 1        | Sv:  | Сумарна максимально дозволена доза радіаційного опромінення для астронавтів НАСА за увесь час їхньої кар'єри.                                                                                                  |
| 4–5      | Sv:  | Летальна доза (LD50/30) для людини з ймовірністю смерті в 50 % протягом 30 днів, якщо доза отримана за дуже короткий проміжок часу.                                                                            |
| 5        | Sv:  | Розрахована доза від нейтронного та гамма спалаху на відстані 1.2 км від наземної проекції епіцентру вибуху ядерної бомби Малюк, що відбулась на висоті в 600 м.                                               |
| 4.5–6    | Sv:  | Гостра фатальна доза під час радіоактивного зараження в Гоянії (Бразилія). |
| 5.1      | Sv:  | Гостра фатальна доза Гаррі Дагляна в 1945 під час аварії критичності. |
| 10 to 17 | Sv:  | Гостра фатальна доза під час аварії на ядерному об'єкті Токаймура. Хісасі Оті, який отримав 17 Зв прожив ще 83 дні після інциденту.                                                                            |
| 21       | Sv:  | Гостра фатальна доза Луїса Александера Слотіна в 1946 під час інциденту критичності. |
| 36       | Sv:  | Гостра фатальна доза Сесіл Келлей, під час інциденту критичності (див. критичний інцидент Сесіл Келлей) на Лос-Аламоській національній лабораторії. Смерть трапилась через 35 годин.                           |
| 54       | Sv:  | Гостра фатальна доза Бориса Корчилова в 1961, під час відмови системи охолодження реактора на радянському атомному човні К-19, що вимагало роботи біля реактору без захисту.                                   |

### Приклади дозиметричних рівнів
Конвертовані значення наведено в дужках. "/a" означає "на рік", що означає на рік. "/h" означає "на годину".
| <1      | mSv/a | 0.1     | μSv/h | Постійну дозу опромінення нижче 0.1 μSv/h зареєструвати важко. [джерело?] |
| 1       | mSv/a | 0.1     | μSv/h | Рекомендований максимум ICRP для зовнішнього фону. |
| 2.4     | mSv/a | 0.27    | μSv/h | Поглинута доза для людського тіла через природнє фонове випромінювання, середнє світове значення. |
| 8       | mSv/a | 0.81    | μSv/h | Доза поряд з новим Чорнобильським саркофагом (травень 2019). |
| 8       | mSv/a | 0.90    | μSv/h | Середній природній радіаційний фон в Фінляндії. |
| 24      | mSv/a | 2.7     | μSv/h | Природній радіаційний фон на висоті круїзних авіалайнерів (10 км). |
| 46      | mSv/a | 5.19    | μSv/h | Радіоактивний фон поруч з четвертим енергоблоком Чорнобильської ЯЕС, перед встановленням нового безпечного саркофагу станом на листопад 2016 |
| 0.13    | Sv/a  | 15      | μSv/h | Іонізаційне поле в середині найбільш радіоактивно-опромінюваного будинку в місті Рамсар, Іран. |
| 0.35    | Sv/a  | 39.8    | μSv/h | Доза опромінення всередині робочих клешнів крана (маніпулятора), що використовувались для розбору та демонтажу чорнобильського реактора. |
| 0.80    | Sv/a  | 90      | μSv/h | Природній радіаційний фон на моноацитному березі біля Гуарапарі, Бразилія. |
| 9.0     | Sv/a  | 1       | mSv/h | Високорадіоактивна зона всередині ядерної станції, відповідно до визначення Комісії з ядерного регулювання США, з обмеженим доступом та огорожею. |
| 17–173  | Sv/a  | 2–20    | mSv/h | Типова радіоактивність активованих стінок термоядерного реактора. Оцінка активації становить 90 МГрей/рік.[джерело?] |
| 1.7     | kSv/a | 190     | mSv/h | Перші дозиметричні заміри радіоактивного осаду після випробовування ядерної бомби Трініті, в 32 км (20 миль) від епіцентру, через 3 години після детонації. |
| 2.3     | MSv/a | 270     | Sv/h  | Типова радіоактивність неочищеної ректорної води з першого контуру, після 10 років остигання. |
| 4.6–5.6 | MSv/a | 530–650 | Sv/h  | Радіаційний фон всередині первинного контуру другого BWR-реактора Фукуімської ядерної електростанції, в лютому 2017, через 6 років після аварії (розплавлення активної зони реактора). В такому середовищі потрібно від 22 до 34 секунд, щоб отримати середню летальну дозу (LD50/30). |